# Юзеф Скшипек
Юзеф Скшипек (17 вересня 1905 — 29 червня 1974) — польський історик-медієвіст, дослідник польської преси. Професор (1959).

## Життєпис
Народився у місті Кристинопіль (нині Шептицький) у сім'ї залізничника. Гімназію закінчив у м. Тернопіль. У 1924—1929 роках вивчав історію у Львівському університеті. У 1932 захистив докторську дисертацію на тему: «Zygmunt Luksemburczyk i jego polityka wobec Mołdawii, Wołoszczyny i Turków na tle stosunków polsko-litewskich z uwzględnieniem spraw tatarskich, Rusi Czerwonej i Podola w latach 1386—1399» (керівник — проф. С. Закшевський). Член Товариства дослідження оборони Львова та південно-східних воєводств (1932).
Від 1936 — працівник Інституту новітньої історії ім. Ю.Пілсудського у Варшаві. У 1947—1949 рр. викладав в Академії політичних наук. у 1948—49 — віце-директор Національної бібліотеки у Варшаві. У 1949 здобув габілітацію в університеті Коперніка в Торуні (нині один із центрів Куявсько-Поморського воєводства, Польща). У 1950—1953 і 1957—1960 роках викладав у Варшавській вищій педагогічній школі. Від 1953 — працівник Історичного музею міста Варшави. Від 1954 — працівник Інституту історії матеріальної культури Польської АН. Від 1957 викладав у Військовій політичній академії у Варшаві. Від 1959 — працівник, від 1960 — керівник Відділу історії польських періодичних видань 19—20 століть Польської АН. Від 1955 — доцент, від 1959 — професор.
Засновник (1962) і головний редактор видання «Rocznika Historii Czasopiśmienstwa Polskiego». Досліджував українське середньовіччя («Usunięcie Fedora Koriatowicza z Podola w 1393 r.» (1934), «Południowo-wschodnia polityka Polski od koronacji Jagiełły do śmierci Jadwigi i bitwy nad Worsklą (1386—1399)» (1936), «Studia nad pierwotnym pograniczem polsko-ruskim w rejonie Wołynia i grodów czerwieńskich»; 1962), польсько-українські взаємини («Materiały do bibliografii historii obrony Lwowa i województw południowo-wschodnich» (1935), «Zagadnienie ukraińskie w pracach Leona Wasilewskiego» (1938), «Ukraińcy w Austrii podczas Wielkiej Wojny i geneza zamachu na Lwów»; 1939), новітню історію Польщі («Bitwa pod Nikopolis» (1937), «Bitwa nad rzeką Świętą» (1938), «Źródła do zamachu stanu w 1919 r.» (1959), «Udział wojska w zamachu styczniowym 1919 r.», 1962), польську пресу 19—20 ст. («Bibliografia pamiętników polskich do 1964 r.», 1976). Був автором підручників «Historia polityczna Polski XIX i XX wieku» (1948) та «Historia wieków średnich: Epoka feudalizmu» (1951).
Помер у Варшаві.